# Giving You Up
"Giving You Up" er en sang af den australske sangerinde Kylie Minogue fra hendes opsamlingsalbum Ultimate Kylie (2004). Sangen blev skrevet af Miranda Cooper, Brian Higgins, Tim Powell, Lisa Cowling, Paul Woods, Nick Coler og Kylie Minogue. Den blev produceret af Brian Higgins og Xenomania.

## Udgivelse og indspilning
"Giving You Up" blev udgivet som albummets anden single i marts 2005 til blandede anmeldelser fra musikkritikere. Sangen blev skrevet og indspillet i løbet af sommeren 2004 i London som den anden single fra albummet Ultimate Kylie. Sangen blev udgivet i forskellige formater i hele verden. Mest udgivet som en CD single og en digital download blev sangen udgivet som en begrænset vinyl single i Storbritannien. Den internationale single indeholder B-siden "Made of Glass" skrevet af Minogue og Xenomania under indspilningerne af Ultimate Kylie.
"Giving You Up" nåede nummer seks på UK Singles Chart den 4. april 2005 og blev otte uger på hitlisten. I Irland nåede sangen nummer 20 på Irish Singles Chart og blev seks uger på hitlisten. I Tyskland nåede sangen nummer 27 og havde stor succes i Europa.

## Formater og sporliste
Britisk CD 1
1. "Giving You Up" – 3:31
2. "Made of Glass" – 3:12

Britisk CD 2
1. "Giving You Up" – 3:31
2. "Giving You Up" (Riton Re-Rub Dub) – 6:31
3. "Giving You Up" (Alter Ego Remix) – 6:32
4. "Giving You Up" (Musikvideo)

Europæisk CD 1
1. "Giving You Up" – 3:31
2. "Made of Glass" – 3:12

Tysk CD 3
1. "Giving You Up" – 3:31
2. "Your Disco Needs You" (Almighty Mix Edit) – 3:29
3. "Your Disco Needs You" (Musikvideo)

Australsk CD single
1. "Giving You Up" – 3:31
2. "Made of Glass" – 3:12
3. "Giving You Up" (Riton Re-Rub Vox) – 6:31
4. "Giving You Up" (Alter Ego Dub) – 6:32
5. "Giving You Up" (Musikvideo)

## Hitlister
| Hitliste                          | Placering |
| --------------------------------- | --------- |
| Australien (ARIA Charts)          | 8         |
| Østrig (Ö3 Austria Top 75)        | 45        |
| Belgien (Ultratop 50 Flandern)    | 25        |
| Danmark (Tracklisten)             | 12        |
| Europa (European Hot 100 Singles) | 13        |
| Finland (Suomen virallinen lista) | 14        |
| Tyskland (Media Control Charts)   | 27        |
| Irland (Irish Singles Chart)      | 20        |
| Nederlandene (Dutch Top 40)       | 34        |
| Spanien (PROMUSICAE)              | 6         |
| Schweiz (Schweizer Hitparade)     | 40        |
| Storbritannien (UK Singles Chart) | 6         |